# Ватич
Ватич (рум. Vatici) — село в Оргеевском районе Молдавии. Является административным центром коммуны Ватич, включающей также сёла Курки и Табора.

## География
Село расположено на высоте 110 метров над уровнем моря.

## Население
По данным переписи населения 2004 года, в селе Ватичь проживает 931 человек (449 мужчин, 482 женщины).
Этнический состав села:
| Национальность | Число жителей | Процентный состав |
| -------------- | ------------- | ----------------- |
| молдаване      | 883           | 94.84             |
| румыны         | 32            | 3.44              |
| украинцы       | 10            | 1.07              |
| цыгане         | 3             | 0.32              |
| русские        | 1             | 0.11              |
| прочие         | 2             | 0.21              |
| Всего          | 931           | 100%              |